# FK Haugesund

Fotballklubben Haugesund almindeligvis FK Haugesund eller FKH er en norsk fodboldklub fra Haugesund. Klubben spiller i Eliteserien efter at være rykket op fra Adeccoligaen i sæsonen 2009. FK Haugesund har tidligere spillet i Tippeligaen i 1997, 1998 og 2000. FK Haugesund spiller sine hjemmekampe på Haugesund stadion. Nuværende cheftræner er Jostein Grindhaug.

## Historie
Klubben blev stiftet 28. oktober 1993 da klubberne Haugar og Djerv 1919 fusionerede sine elitehold. Holdene i de forskellige aldersklasser og kvindehold indgik ikke i fusionen. Fodboldklubben Vard Haugesund var også kandidat til fusionen, men generalforsamlingen valgte at klubben skulle stå udenfor. I efteråret 2005 blev sammenlægningsplanerne genoptaget og siden sæsonen 2007 har Vard været farmerlag for FK Haugesund.